# 炭酸ランタン(III)
炭酸ランタン(III)(Lanthanum carbonate)は、ランタン(III)カチオンと炭酸アニオンからなる塩で、化学式はLa2(CO3)3である。鉱物（バストネサイト）の主成分である。

## 化学的性質
炭酸ランタン(III)は、ランタン化学、特に酸化物の混合物形成の出発物質として用いられる。例えば、以下がある。
- 亜マンガン酸ランタンストロンチウム - 燃料電池に用いられる。
- La2-xSrxCuO2のような高温超伝導体

## 医療的利用
医療においては、リン吸着薬として用いられる。医薬品としては、Fosrenolという商標名でシャイアーから発売されている。1000mgの錠剤は直径2.2cmと大型なため、噛まずに飲み込むと窒息することがある。慢性腎不全患者の高リン血症の治療用に処方される。食事と一緒に摂取すると、食事中のリン酸塩に結合し、リン酸塩が腸に吸収されるのを防ぐ。ネコの高リン血症の治療用は、バイエル・アニマルヘルスからRenalzinの商標で発売されている。
しかし、副作用として、筋肉痛、筋肉けいれん、末梢性浮腫等が報告されている。

## その他の利用
ガラスの着色、水の処理、炭化水素のクラッキングの触媒等にも用いられている。